# 501 a.C.
Il 501 a.C. (DI a.C. in numeri romani) è un anno  del VI secolo a.C.

## Eventi
- Roma:
  - Consoli romani: Postumio Cominio Aurunco, Tito Larcio Flavo
  - Tito Larcio  diviene il primo dittatore della storia di Roma
- L'impero persiano attacca Naxos.
- Confucio viene nominato governatore di Chung-tu.